# المنافسة في سوق الإطلاق الفضائي
تُعبر المنافسة في سوق الإطلاق الفضائي عن قوى سوق الإطلاق الفضائي. على وجه الخصوص، تُعبر عن اتجاه الديناميكيات التنافسية بين قدرات نقل الحمولات إلى الفضاء بأسعار متنوعة بتأثير شراء يفوق الاعتبارات السياسية التقليدية لبلد التصنيع أو الكيان الوطني الذي يستخدم أو ينظم أو يرخص خدمة الإطلاق.
بعد ظهور تكنولوجيا الرحلات الفضائية في أواخر خمسينات القرن العشرين، ظهرت خدمات الإطلاق الفضائي، حصريًا من خلال البرامج الوطنية. في وقت لاحق من القرن العشرين، أصبح المشغلون التجاريون عملاء مهمين لمقدمي خدمات الإطلاق. تأثرت المنافسة الدولية على إطلاق أقمار الاتصالات الصناعية في سوق الإطلاق باعتبارات تجارية بشكل متزايد. مع ذلك، حتى خلال هذه الفترة، فبالنسبة لأقمار الاتصالات الصناعية التجارية والحكومية، استخدم مقدمو خدمة الإطلاق مركبات إطلاق مُصممة وفقًا للمواصفات الحكومية، وبتمويل مُقدم حصريًا من الحكومة.
في أوائل العقد الثاني من القرن الحادي والعشرين، ظهرت مركبات إطلاق وعروض إطلاق مطورة بشكل خاص. تواجه الشركات الآن حوافز اقتصادية بدلًا من الحوافز السياسية كما في العقود السابقة. شهدت أعمال الإطلاق الفضائية انخفاضًا كبيرًا في الأسعار إلى جانب إضافة قدرات جديدة تمامًا، ما فتح صفحةً جديدة من المنافسة في سوق الإطلاق الفضائي.

## نظرة تاريخية
في العقود الأولى من عصر الفضاء – بين خمسينات القرن الماضي والعقد الأول من القرن الحادي والعشرين - كانت وكالتا الفضاء السوفيتية والأمريكية في مطلع تكنولوجيا الفضاء. عُزز ذلك من خلال التعاون مع مكاتب التصميم في الاتحاد السوفييتي والعقود مع الشركات التجارية في الولايات المتحدة. بُنيت جميع تصميمات الصواريخ لأغراض حكومية. أُسِست وكالة الفضاء الأوروبية (إيسا) في عام 1975، واتبعت إلى حد كبير نفس النموذج لتطوير تكنولوجيا الفضاء الخاصة بها. بالإضافة إلى ذلك، مولت وكالات فضاء وطنية أخرى - مثل إدارة الفضاء الوطنية الصينية ومنظمة البحوث الفضائية الهندية - التطوير المحلي للتصاميم الوطنية الخاصة بها.
كانت أقمار الاتصالات الصناعية هي السوق الرئيسي غير الحكومي. على الرغم من أن منافسة الإطلاق في السنوات الأولى بعد عام 2010 حدثت فقط بين مزودي الإطلاق التجاري العالميين، بدأت المنافسة على سوق الإطلاق العسكري الأمريكي بين مزودين متعددين في عام 2015، إذ بدأت الحكومة الأمريكية في الابتعاد عن الاحتكار السابق لشركة ائتلاف الإطلاق المتحد (يو إل إيه) لعمليات الإطلاق العسكرية. بحلول عام 2018، تلاشى احتكار يو إل إيه لعمليات إطلاق وكالة الأمن القومي الأمريكية.
بحلول منتصف عام 2017، لوحظت نتائج هذا الضغط التنافسي متعدد السنوات على أسعار العطاءات التجارية في العدد الفعلي لعمليات الإطلاق التي تُحقق. بعد أن بدأت شركة سبيس إكس باسترداد المرحلة الأولى لصواريخها بشكل متكرر، أصبحت المهمات المُستهلكة نادرةً بالنسبة للشركة. لكن هذا لم يأت من دون تكلفة. ينفق العديد من مزودي الإطلاق الفضائي أموالهم على تطوير تقنيات فضائية جديدة منخفضة التكلفة قابلة لإعادة الاستخدام. أنفقت شركة سبيس إكس وحدها نحو مليار دولار بحلول عام 2017 على تطوير إعادة استخدام المعززات الصاروخية المدارية في مهمات لاحقة.
في عام 2021، سينتهي الاحتكار الحكومي السابق لتمويل وتدريب وإرسال رواد فضاء لاستكشاف للفضاء، إذ من الخطط إطلاق مهمة على متنها مواطنون غير تابعيين للحكومة-  تُسمى مهمة إنسبيريشن 4-  في أواخر عام 2021. سيُوفر الصاروخ وكبسولة الرحلة والتدريب والتمويل من قبل كيانات خاصة خارج إطار ناسا التقليدي الذي احتكر عمليات الإطلاق الفضائية المأهولة منذ أوائل ستينيات القرن الماضي.